# Atenione di Maronea
Atenione di Maronea (in greco antico: Ἀθηνίων?, Athēníōn; Maronea, ... – ...; fl. IV-III secolo a.C.) è stato un pittore greco antico che visse tra il IV e il III secolo a.C., e fu allievo di Glaucone di Corinto.

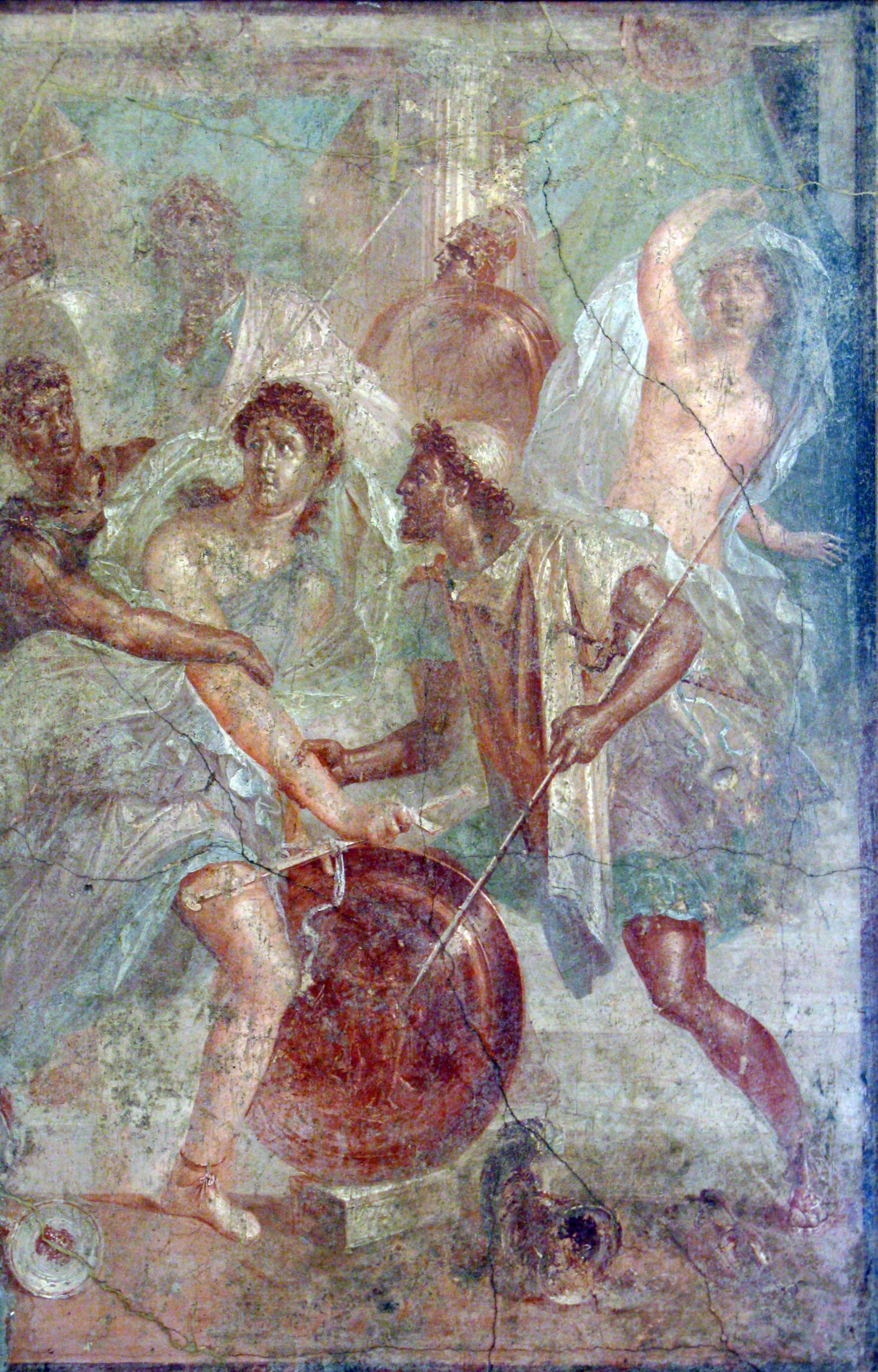
Achille a Sciro, Pompei, Casa dei Dioscuri, ritenuto copia del perduto dipinto di Atenione da Maronea

Fu un contemporaneo del pittore Nicia, ma prese a dipingere con uno stile più netto e duro. Le sue prime opere gli diedero una certa fama nel mondo artistico, ma Atenione morì alquanto giovane per guadagnarsi una fama. Scrisse anche alcune opere di cui ci rimangono alcuni titoli:
- Αχιλλεύς ως κόρη (Achille trovato da Odisseo vestito da donna);
- Συγγενικόν (Un'assemblea di vari parenti);
- Νεανίας Iπποκόμος (Uno sposo con un cavallo);
- Φύλαρχος (Un philarco, ovvero il rappresentante di una phyle ad Atene).[1]